# Сан Пио деле Камере
Сан Пио деле Камере (итал. San Pio delle Camere) је насеље у Италији у округу Л'Аквила, региону Абруцо.
Према процени из 2011. у насељу је живело 345 становника. Насеље се налази на надморској висини од 763 м.

## Становништво
Према резултатима пописа становништва 2011. у општини је живело 631 становника.
| 1931. | 1936. | 1951. | 1961. | 1971. | 1981. | 1991. | 2001. | 2011. |
| ----- | ----- | ----- | ----- | ----- | ----- | ----- | ----- | ----- |
| 1.411 | 1.475 | 1.314 | 935   | 639   | 592   | 554   | 554   | 631   |